# Runenstein von Svartsjö

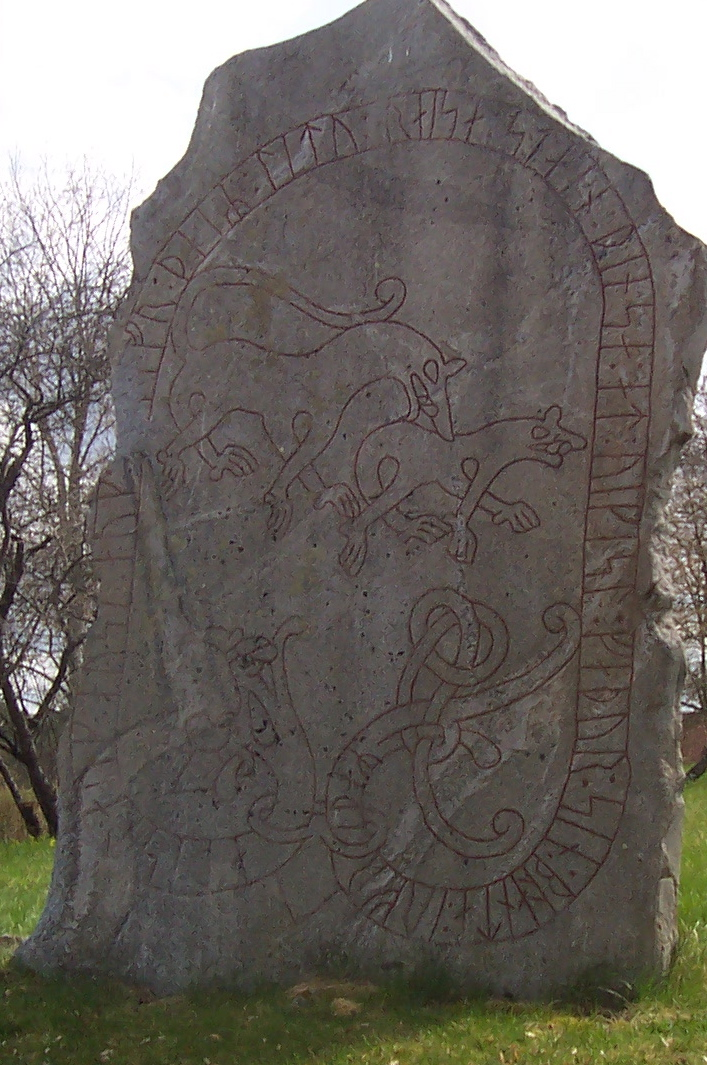
Runenstein von Svartsjö

Der Runenstein von Svartsjö (U 35) steht in der Gemeinde Ekerö, auf der Insel Färingsö, in der Nähe des Schlosses Svartsjö in Uppland in Schweden.
Der Runenstein aus der Wikingerzeit (800–1050 n. Chr.) hat eine zentrale Verzierung aus zwei Tieren mit gekreuzten Beinen, die an der Stelle des ansonsten häufigen Kreuzes stehen. Die Tiere werden durch ein beschriftetes Schlangenband mit einer Schlange mit grotesk offenem Maul und einem irischen Koppel gerahmt. Der dünne Runenstein aus Granit ist etwa 3,0 Meter hoch und 2,0 Meter breit.

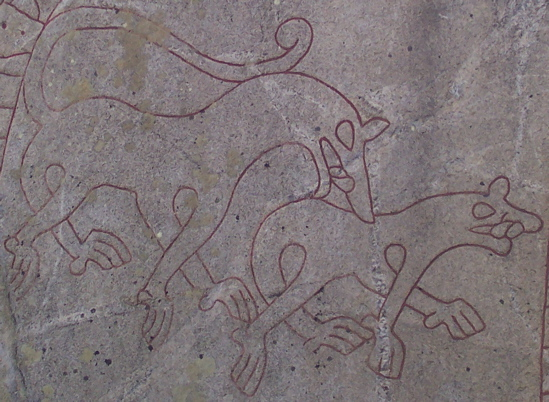
Das „Große Tier“ auf dem Runenstein von Svartsjö

Die Übersetzung der Runen lautet: "Adils und Ösel (?) und Olov (?) ließen diesen Stein nach Vigisl, ihrem Vater, Ehemann von Ärnfrid, errichten".
Der Name Adils oder Aðísl scheint während der Wikingerzeit und später selten gewesen zu sein. Er erscheint in keiner anderen schwedischen Runeninschrift. Der Name erscheint aber als Eadgils in der Ynglingasaga, anderen nordischen Sagas und im Beowulf, als Name eines schwedischen Königs des 6. Jahrhunderts. Auf der Isle of Man erscheint er auch  auf dem Runenstein Br Olsen; 215 – Kirk Michael (III), MM 130. Der Text besagt, dass der Stein ein Denkmal dreier Söhne für ihren Vater Vigisl, den Ehemann Ärnfrids, ist. Indem der Text auf diese Weise auf Ärnfrid verweist, deutet er an, dass sie verstorben war, als der Stein aufgerichtet wurde. Arnfrid ist ein weiblicher Name, der aus Arn, ‚Adler‘ und -frid, ‚friedlich‘ besteht.
In der Nähe befinden sich der Hillersjöhällen und das eisenzeitliche Gräberfeld von Kärrbacka.